# 커타나

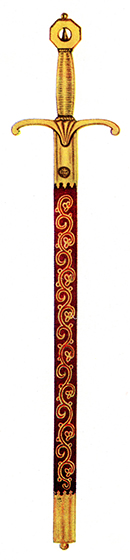

커타나(Curtana [kə:rtɑ́:nə][*]) 또는 자비검(the Sword of Mercy)은 영국 군주의 대관식에 사용되는 의장용 보검이다. 영국의 대관보기 중 하나로, 검날 끝이 뭉툭하고 네모나서 찌를 수 없는데 이것이 자비를 상징하는 것이라고 한다. 전설에 따르면 트리스탄과 홀거 단스케가 사용한 검이라고도 한다.
길이 96.5 cm(38 인치)에 폭 19 cm(7.5 인치). 칼날은 강철인데 끝 2.5 cm(1 인치) 가량이 날아가 버리고 없다. 칼자루는 나무로 만들어 금속실을 감았고 폼멜은 무쇠에 도금을 했다. 칼집은 가죽으로 만들어 선홍색 우단으로 마감하고 황금으로 수를 놓았다.